# Asaka (Ouzbékistan)
Pour les articles homonymes, voir Asaka (homonymie).
Asaka (en ouzbek : Asaka / Aсака, en russe : Aсака), est une ville d'Ouzbékistan située dans la province d'Andijan.

## Géographie
La ville est le centre administratif du district d'Asaka.

## Population
En 2010, Asaka comptait une population de 66 000 personnes.

## Industrie
L'usine GM Ouzbékistan (en) est établie à Asaka.